# Uromyces trifolii-repentis
Uromyces trifolii-repentis ist eine Ständerpilzart aus der Ordnung der Rostpilze (Pucciniales). Der Pilz ist ein Endoparasit von Klee. Symptome des Befalls durch die Art sind Rostflecken und Pusteln auf den Blattoberflächen der Wirtspflanzen. Sie ist weltweit verbreitet.

## Merkmale

### Makroskopische Merkmale
Uromyces trifolii-repentis ist mit bloßem Auge nur anhand der auf der Oberfläche des Wirtes hervortretenden Sporenlager zu erkennen. Sie wachsen in Nestern, die als gelbliche bis braune Flecken und Pusteln auf den Blattoberflächen erscheinen.

### Mikroskopische Merkmale
Das Myzel von Uromyces trifolii-repentis wächst wie bei allen Uromyces-Arten interzellulär und bildet Saugfäden, die in das Speichergewebe des Wirtes wachsen. Ihre Spermogonien wachsen überwiegend oberseitig auf den Wirtsblättern. Die beidseitig und an Blattstielenwachsenden Aecien der Art sind kurz und stehen in Gruppen. Ihre hyalinen Aeciosporen sind 18–22 × 15–18 µm groß, fast kugelig bis breitellipsoid und warzig. Die beidseitig und an Stängeln wachsenden Uredien des Pilzes sind hell zimtbraun. Die goldbraunen Uredosporen sind 24–27 × 19–22 µm groß, kugelig bis breitellipsoid und stachelwarzig. Die überwiegend blattunterseitig, an Stängeln und an Blattstielen wachsenden Telien der Art sind kastanienbraun, pulverig und unbedeckt. Die hell kastanienbraunen Teliosporen sind einzellig, in der Regel kugelig bis breitellipsoid, warzig und meist 22–26 × 18–22 µm groß. Ihre Stiele sind farblos.

## Verbreitung
Uromyces trifolii-repentis kommt weltweit außerhalb der Tropen vor.

## Ökologie
Die Wirtspflanzen von Uromyces trifolii-repentis sind diverse Klee-Arten (Trifolium spp.). Der Pilz ernährt sich von den im Speichergewebe der Pflanzen vorhandenen Nährstoffen, seine Sporenlager brechen später durch die Blattoberfläche und setzen Sporen frei. Die Art durchläuft einen makrozyklischen Entwicklungszyklus mit Spermogonien, Aecien, Telien und Uredien. Als autoöker Parasit macht sie keinen Wirtswechsel durch.

## Systematik
Uromyces trifolii-repentis wurde erstmals 1880 von Castagne als Aecidium trifolii-repentis beschrieben und 1906 von Johan Ivar Liro mit dem heutigen gültigen Namen bedacht.
Uromyces trifolii-repentis wird in zwei Varietäten unterschieden: Uromyces trifolii-repentis var. trifolii-repentis kommt in Mitteleuropa an Weiß-Klee, Schweden-Klee und Erdbeer-Klee vor. Uromyces trifolii-repentis var. fallens kommt auf Wiesen-Klee und Mittlerem Klee. Letztere Varietät wird teilweise auch als eigene Art, nämlich Uromyces fallens betrachtet.